# Park Edukacji Ekologicznej Strzeszyn
Park Edukacji Ekologicznej Strzeszyn – park zlokalizowany w Poznaniu na Strzeszynie Greckim.
Obiekt otwarto 30 stycznia 2013 w rejonie dwóch zbiorników retencyjnych na cieku Wierzbak, przy ul. Homera i Hezjoda, w sąsiedztwie Zespołu Szkół nr 9. W parku znajdują się utwardzone alejki (800 m), wiata piknikowa, tablice edukacji ekologicznej i przyrodniczej, dom lęgowy dla kaczek i wodopój dla nietoperzy zamieszkujących pobliskie forty. Według inwentaryzacji przyrodniczej z 2012 ustalono, że na terenie parku występują m.in. traszka zwyczajna, paź królowej i kaczka krzyżówka. Teren porastają rośliny łąkowe, krzewy i drzewa śródpolne.
Park był wspólnym dziełem mieszkańców, pracowników Zespołu Szkół nr 9, Rady Osiedla Strzeszyn oraz Stowarzyszenia Strzeszyn dla Dzieci. Prace nad pierwszym etapem projektu pochłonęły 57 tys. złotych. Część pieniędzy przekazał Wojewódzki Fundusz Ochrony Środowiska i Gospodarki Wodnej z Poznania. Pozostałe środki zostały zebrane podczas zbiórek. Obiekt będzie służył edukacji ekologicznej młodzieży w terenie.

## Galeria

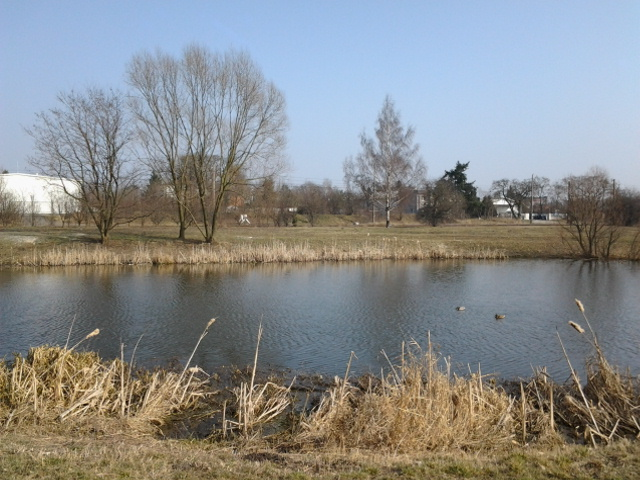
Staw
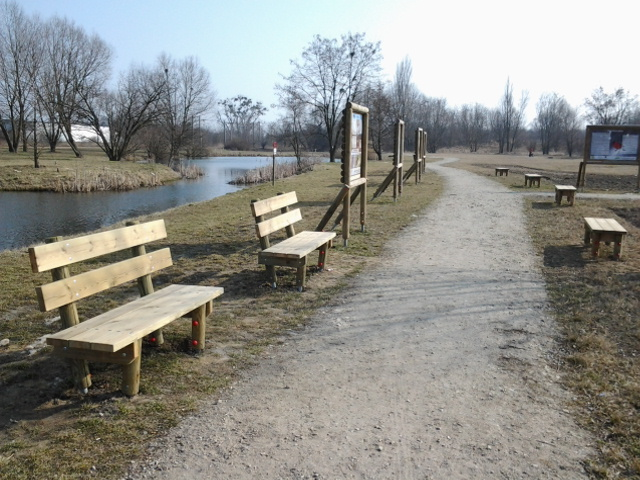
Ławki i tablice
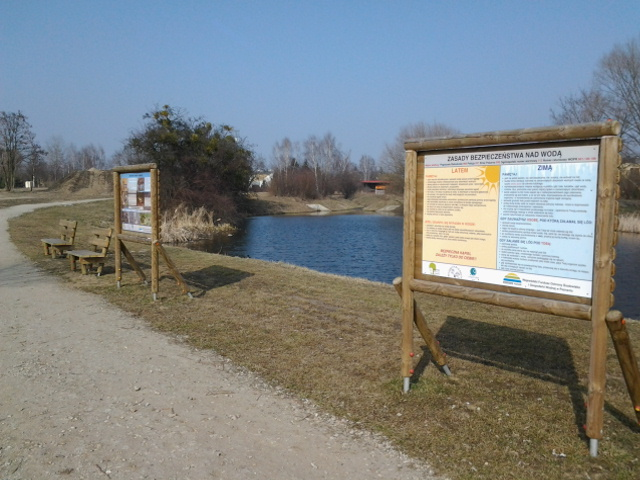
Edukacja ekologiczna